# Ivan Bella
Pour les articles homonymes, voir Bella.
Ivan Bella est le premier spationaute chercheur slovaque, né à Brezno (Slovaquie) le 25 mai 1964.

## Biographie
Marié avec deux enfants. Choisi comme cosmonaute le 23 mars 1998.

## Vols réalisés
Il a volé sur Soyouz TM-29 comme cosmonaute-chercheur du 20 au 28 février 1999. 